# Luigi Montabone

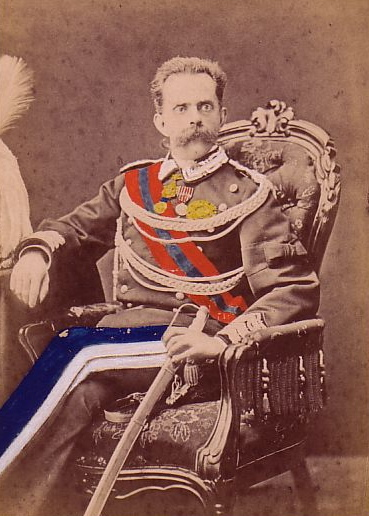
Luigi Montabone: Umberto I. Dobrý, italský král

Luigi Montabone (? – 1877) byl italský portrétní fotograf.

## Životopis
Montabone byl aktivní od roku 1856 až do své smrti. Fotografoval italského i španělského krále a jeho kariéra vyvrcholila otevřením několika fotografických ateliérů v Římě, Florencii, Turíně a v Miláně.

## Galerie

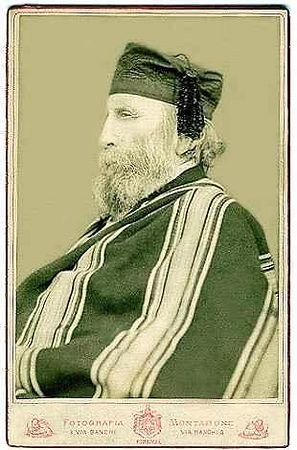
Giuseppe Garibaldi
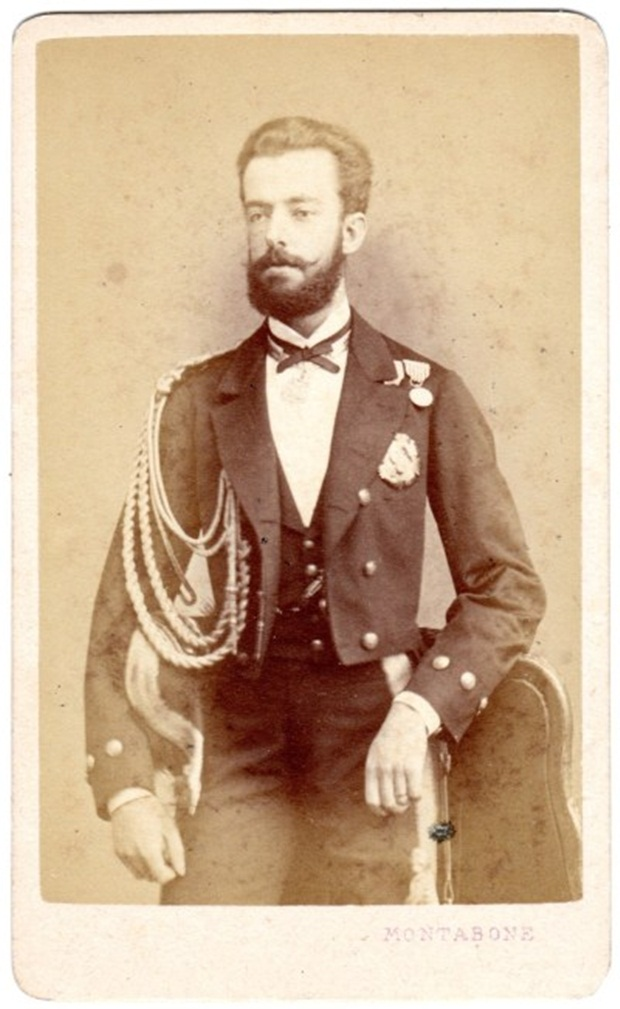
Amadeus I. Španělský (1845–1890) španělský král z dynastie Savojských
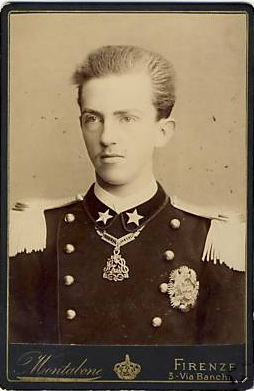
Viktor Emanuel III., italský král, císař Habeše, král Albánie
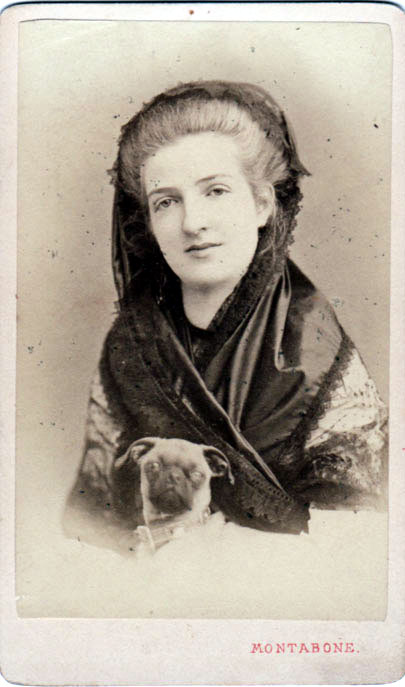
Margherita di Savoia, 1878